# امریکن ول
امریکن ول (انگلیسی: American Well) شرکت مراقبت سلامت آمریکایی است، که در سال ۲۰۰۶ تأسیس شد.